# Aphiloscia parva
Aphiloscia parva är en kräftdjursart som beskrevs av Franco Ferrara och Stefano Taiti 1984. Aphiloscia parva ingår i släktet Aphiloscia och familjen Philosciidae. Inga underarter finns listade i Catalogue of Life.